# Krupin (powiat ełcki)
Krupin (niem. Krupinnen, 1938–1945 Kleinwittingen) – wieś w Polsce położona w województwie warmińsko-mazurskim, w powiecie ełckim, w gminie Prostki.
W latach 1975–1998 miejscowość należała administracyjnie do województwa suwalskiego.
Przez miejscowość przepływa Różanica. 